# Wakaw
Wakaw est un bourg canadien du centre de la province de la Saskatchewan au nord de Saskatoon. Il compte 978 habitants. Sa fondation remonte à 1903.

## Géographie
À vol d'oiseau, Wakaw se situe à 85 km au nord-est de Saskatoon et à 60 km au sud de Prince Albert. Le bourg est établi à 510 m d'altitude. Sa superficie est de 3,09 km2. Wakaw est un carrefour routier à la croisée des routes provinciales 41 (vers Saskatoon au sud-ouest et Melfort à l'est), 2 (vers Prince Albert au nord et Moose Jaw au sud) et 312 (en direction de Rosthern à l'est). Le territoire municipal est enclavé entre les municipalités rurales de Hoodoo n° 401, à l'est et Fish Creek n° 402, à l'ouest. Le bourg de Cudworth se situe 20 km au sud enclavé entre ces deux mêmes municipalités rurales ,. Du point de vue hydrographique, Wakaw se situe sur la ligne de partage des eaux entre la rivière Carotte à sa source au lac Wakaw (à l'est) et un petit bassin endoréique (à l'ouest).
Wakaw est un petit centre commercial et de service local avec un arrière-pays agricole.

## Histoire
Le nom de Wakaw signifie crochu en langue Crie.Il désigne initialement le lac à cause de sa forme incurvée. Les Métis de la région le nommaient lac Croche. L'élevage, dans la région, débute dans les années 1880, mais ne se développe qu'au tournant du siècle avant de reculer face à l'agriculture. Wakaw est d'abord fondée en 1903 à l'extrémité est du lac en tant que mission presbytérienne et devient au début du XXe siècle un petit centre commercial. Avec l'arrivée du chemin de fer, le bourg se déplace pour s'établir à l’est sur la ligne. Il obtient le statut de Ville en 1953,.

## Démographie
Au recensement de 2021, la municipalité urbaine de Wakaw atteint 978 habitants sur 3,09 km2 tandis que la municipalité rurale de Hoodoo en compte 802 sur 786,69 km2 et celle de Fish Creek 364 sur 583,95 km2. À cette même date, la municipalité de villégiature (Resort Village) de Wakaw Lake compte 66 habitants pour 0,61 km2.
| 1971  | 1976  | 1981  | 1986  | 1991 |
| ----- | ----- | ----- | ----- | ---- |
| 1 009 | 1 031 | 1 030 | 1 010 | 865  |

| 1996 | 2001 | 2006 | 2011 | 2016 |
| ---- | ---- | ---- | ---- | ---- |
| 869  | 884  | 864  | 985  | 922  |

| 2021 | - | - | - | - |
| ---- | - | - | - | - |
| 978  | - | - | - | - |

1976
, 1986
, 1996
, 2006
, 2016

## Personnalités
.

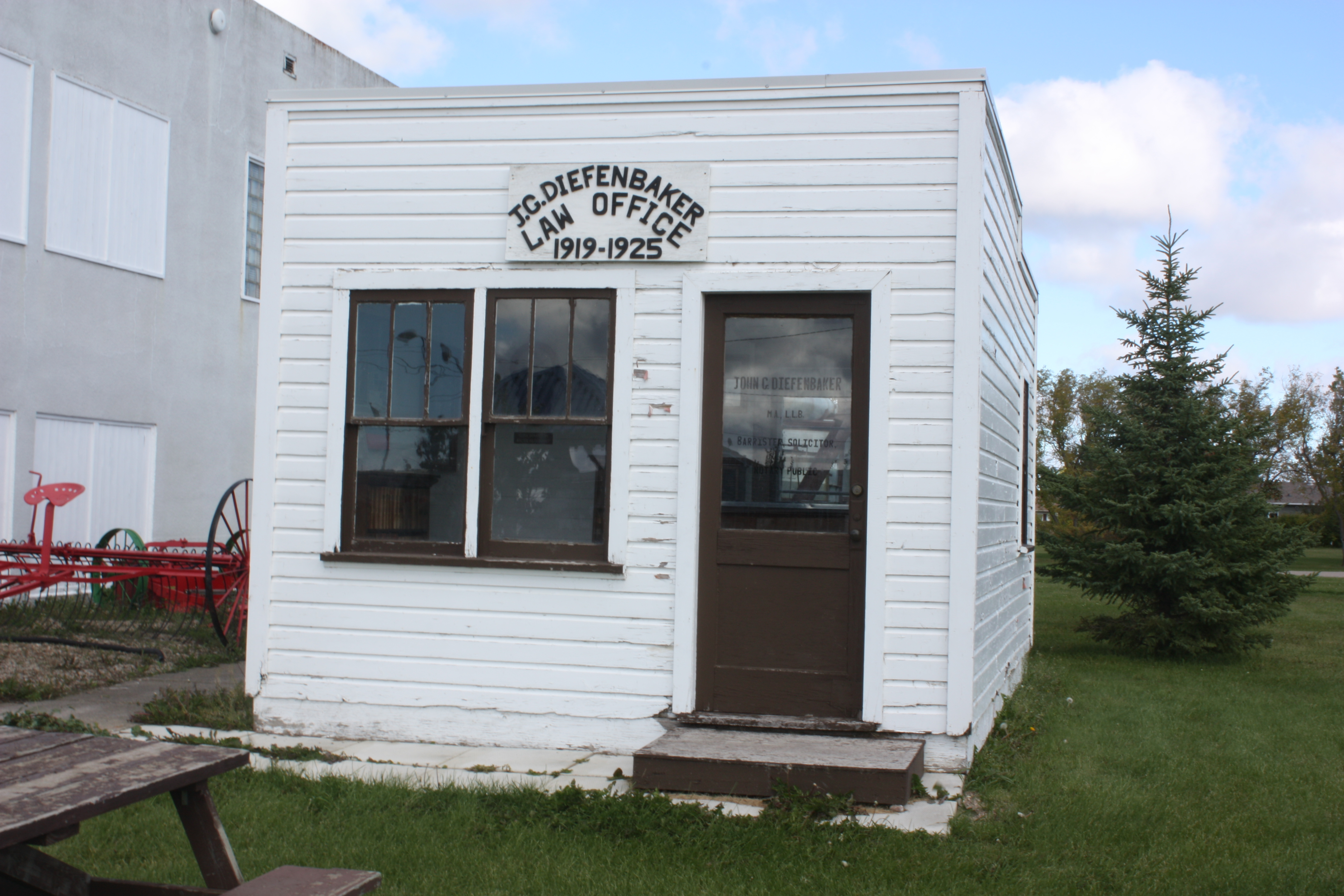
Bureau d'avocat de John Diefenbaker à Wakaw.

- Jean-Henri Begrand (1895-1959 ) : homme politique saskatchewanais, mort à Wakaw ;
- Dave Balon (1938-2007) : hockeyeur sur glace, né à Wakaw ;
- John Diefenbaker (1895-1979) : homme politique canadien, avocat à Wakaw de 1919 à 1924 ;
- Miro Kwasnica (1935-2023) : homme politique saskatchewanais, né à Wakaw ;
- Dave Michayluk (1962- ) : hockeyeur sur glace, né à Wakaw ;
- Armand Roy (1958- ) : homme politique saskatchewanais, né à Wakaw ;
- Linden Vey (1991- ) : hockeyeur sur glace, né à Wakaw ;
- Tom Williams (1923- ) : hockeyeur sur glace, né à Wakaw.